# Les Tres Xemeneies
|  | No s'ha de confondre amb Central tèrmica de Sant Adrià de Besòs. |

Les Tres Xemeneies és el nom popular de la central tèrmica de Mata, situada a la parcel·la delimitada per l'avinguda del Paral·lel i els carrers de Cabanes, de Vilà i Vilà i de Palaudàries, al Poble-sec de Barcelona, de la qual només es conserven les xemeneies, catalogades com a bé cultural d'interès local. Una part del solar està ocupada per un parc on hi ha fragments de la maquinària, reconvertits en obres d'art públic.

## Història i descripció
El 1881 es va fundar la Societat Espanyola d'Electricitat, i el 1883 s'iniciaren les obres de la seva central tèrmica, a càrrec de l'enginyer Narcís Xifra i Masmitjà i del mestre d'obres Domènec Balet i Nadal, en uns terrenys adquirits a Manuel i Pere Cabanas i Gruart i Dolors i Bonaventura Cabanas i Bresciano, ampliats posteriorment amb uns altres que havien pertangut a Magí Mata i Ferrer, fins a ocupar la totalitat de l'illa compresa entre els carrers de Vilà i Vilà, Cabanes, Marquès del Duero (actualment avinguda del Paral·lel) i Mata (actualment passatge de la Canadenca).
El 1896, quan l'empresa ja es coneixia com a Companyia Barcelonina d'Electricitat, es construí la primera xemeneia, i les altres dues ho serien el 1908 i el 1917 a conseqüència de l'increment de la demanda. El 1911, la companyia va ser adquirida per Riegos y Fuerza del Ebro, de l'enginyer canadenc Frederick Stark Pearson, i el 1919, la central es convertí en l'escenari d'un dels principals capítols del moviment obrer català, la vaga de La Canadenca. A la dècada del 1920, amb la construcció dels primers grans equipaments hidroelèctrics del Pirineu i la instal·lació de línies d'alta tensió per al transport de l'energia, la central de Mata passaria a ser de reserva i serviria per rebre, transformar i distribuir l'electricitat per al flanc meridional de la ciutat. En aquesta època, les instal·lacions s'ampliaren fins al carrer de Palaudàries.
A mitjans de la dècada del 1950, aprofitant els baixos preus del petroli, la central passà a cremar fueloil, fins que el 1987 fou desmantellada per raons ambientals i de seguretat. L'Ajuntament de Barcelona va negociar amb FECSA la cessió de 9.000 dels 12.000 m² de la parcel·la a canvi de poder construir la seva nova seu a la resta. Aquesta, inaugurada l'abril del 1993, és un bloc negre de planta baixa i cinc pisos, envoltat d'un estany, a la cantonada del Paral·lel amb el carrer de Cabanes. Fou projectat per l'arquitecte Pérez Arroyo, que treballava per a Red Elèctrica Española i va dissenyar també dos blocs als costats de les xemeneies, un de planta baixa i quatre pisos i l'altre de planta baixa i onze pisos, més de la meitat de l’alçada de les xemeneies. FECSA també va conservar una estació transformadora a la cantonada dels carrers de Palaudàries i de Vila Vilà. Posteriorment, l'Ajuntament va instal·lar a la façana encarada al Paral·lel un Punt verd de recollida de residus domèstics.

### Les Tres Xemeneies
Fan 72 m d'alçada i fins a 4 m de diàmetre. Es tracta de grans construccions troncocòniques fetes íntegrament en maó vermell sobre basaments paral·lelipèdics del mateix material. Els fusts es troben enfaixats amb anelles metàl·liques que contraresten les moltes esquerdes i pèrdues d'aplom causades per la degradació de llurs materials. Les superfícies exteriors de les xemeneies no presenten cap ornamentació, més enllà del cornisament en forma de barbacana circular que en corona la desembocadura. En l'actualitat, una escala metàl·lica recórre tota l'alçada de les xemeneies fins a arribar a una plataforma, també metàl·lica, als peus d'aquest cornisament.

### Jardins
Els jardins consten de diversos espais ben diferenciats. Al voltant de l'avinguda del Paral·lel s'obre una gran esplanada pavimentada on hi ha bancs, pollancres (Populus nigra) i tipuanes (Tipuana tipu) plantats en escocells. El sector proper al carrer de Palaudàries el pavimentat és de sauló i està proveït de diversos espais de lleure com àrees de jocs infantils, pistes de petanca i taules de ping-pong. Aquesta zona està delimitada a la part superior per murs de formigó, molt utilitzats per artistes urbans per fer-hi graffitis. Al fons de l'esplanada, hi ha un espai desproveït d'arbres on hi ha un cub de formigó que ocasionalment serveix d'escenaris en celebracions i espectacles, com l'Urban Funke, una trobada de cultura urbana en la qual se celebren concursos de monopatí i graffitis, així com actuacions de música electrònica i exhibicions de hip-hop i break dance. Darrere d'aquest espai, ja tocant amb el carrer de Vilà i Vilà, hi ha una pista poliesportiva.